# Lodrö Chökyong
Lodrö Chökyong  (1389-1463) was een Tibetaans geestelijke.
Hij ging al op jonge leeftijd naar het Cholung Tsokpa-klooster waar hij aan zijn noviciaat begon. Hij kreeg onderricht in soetra en tantra van enkele prominente lamas zoals Tsongkhapa en Khädrub Je. Hij werd een erkend geleerde, met name op het gebied van Kalachakra, waarop hij een veelomvattend commentaar schreef. In 1450 werd hij de vijfde ganden tripa en daarmee de hoofdabt van het klooster Ganden en hoogste geestelijke van de gelugtraditie in het Tibetaans boeddhisme. Hij bleef dit gedurende 13 jaar tot 1463, waarna hij later dat jaar overleed. Zijn belangrijkste volgelingen waren Tsangchung Chodrak, Panchen Zangpo Tashi, Pakpa Dechen Dorje en Norzang Gyatso.